# Tennantita-(Zn)
La tennantita-(Zn) és un mineral de la classe dels sulfurs que pertany al subgrup de la tennantita.

## Característiques
La tennantita-(Zn) és una sulfosal de fórmula química Cu₆(Cu₄Zn₂)As₄S₁₂S. Cristal·litza en el sistema isomètric. Forma una sèrie de solució sòlida amb la tennantita-(Fe).
Segons la classificació de Nickel-Strunz, la tennantita-(Zn) hauria de pertànyer a "02.G - Nesosulfarsenits, etc. amb S addicional» juntament amb els següents minerals: argentotennantita-(Zn), giraudita, goldfieldita, hakita, tennantita-(Fe), selenoestefanita, estefanita, pearceïta, polibasita, selenopolibasita, cupropearceïta, cupropolibasita i galkhaïta.

## Formació i jaciments
Va ser descoberta a la pedrera Lengenbach, situada a Binn, dins el districte de Goms (Valais, Suïssa). Tot i tractar-se d'una espècie no gaire habitual ha estat descrita en tots els continents del planeta a excepció d'Oceania i l'Antàrtida. Als territoris de parla catalana ha estat descrita a la mina de Les Ferreres, a Camprodon (Ripollès, Girona).